# Tata Ultra
Tata Ultra — сімейство ватнажних автомобілів середньої вантажопідйомності індійської компанії Tata Motors, яке включає варіанти повною масою від 5 до 14 тонн.
Рама зроблена з високоміцної сталі Domex 650, що дозволяє встановлювати різні кузови і використовувати широкий вибір колісних баз. Радіальні шини, параболічні ресори, дискові гальма (вперше на такому класі вантажівок в Індії) забезпечать стабільність і безпеку руху.
Легша модель Ultra 714 отримала під капот 3,0 літровий двигун DICOR потужністю 138 к.с. і 360 Нм обертального моменту. До стандартної комплектації увійдуть люк в даху, розетка на 12В, музична система, цифровий годинник, індикатор блокування підняття кабіни, індикатор зносу гальмівних колодок, електричний індикатор необхідності обслуговування повітряного фільтру, індикатор наявності води в паливі, лампа відкриття дверей і шкіряна обробка передньої панелі. Важчий Tata Ultra 1017 оснащуватиметься 5,0 літровим 168-сильним двигуном з обертальним моментом у 590 Нм. Стандартне оснащення буде доповнено круїз-контролем, АБС, водійським сидінням з підвіскою, музичною системою, електроприводами вікон і дзеркал.